# Tom Franklin (scrittore)
Thomas Gerald Franklin (Dickinson, 7 luglio 1963) è uno scrittore statunitense.

## Biografia
Nato a Dickinson, in Alabama nel 1963, insegna scrittura creativa a Oxford, nel Mississippi.
Dopo un B.A. e un M.A. in inglese all'University of South Alabama, nel 1998 ha ottenuto un Master of Fine Arts in fiction all'Università dell'Arkansas.
Prima di diventare scrittore a tempo pieno ha svolto i mestieri più disparati quali l'impiegato in un obitorio ospedaliero, l'ispettore in un impianto chimico e l'operaio addetto alla granigliatrice.
Ha esordito nella narrativa nel 1999 con la raccolta di racconti Alabama blues, vincitore del Premio Edgar per il miglior racconto breve, ma ha ottenuto la consacrazione solo con il terzo romanzo, L'avvoltoio, premiato nel 2011 con il Gold Dagger.

## Opere principali

### Romanzi
- Hell at the Breech (2003)
- Smonk (2006)
- L'avvoltoio (Crooked Letter, Crooked Letter, 2010), Milano, Piemme, 2012 traduzione di Sebastiano Pezzani ISBN 978-88-566-1754-2.
- The Tilted World (2013)

### Racconti
- Alabama blues (Poachers, 1999), Pavia, Sartorio, 2007 traduzione di Flavio Santi ISBN 978-88-600-9008-9.

## Alcuni riconoscimenti
- Premio Edgar per il miglior racconto breve: 1999 per Alabama Blues
- Guggenheim Fellowship: 2001
- Los Angeles Times Book Prize: 2010 per L'avvoltoio
- Gold Dagger: 2011 per L'avvoltoio